# Imaginary Voyage
Imaginary Voyage (al español Vuelo Imaginario, carátula) es un álbum del violinista de jazz fusion Jean-Luc Ponty. Lanzado en 1976, incluye el primer suite track de Ponty (Imaginary Voyage) y contiene su segundo hit radial, New Country.

## Lista de canciones

### Lado uno
1. "New Country" – 3:07
2. "The Gardens of Babylon" – 5:06
3. "Wandering on the Milky Way" – 1:50
4. "Once upon a Dream" – 4:08
5. "Tarantula" – 4:04

### Lado dos
1. "Imaginary Voyage" – 19:55
  - "Parte I" – 2:22
  - "Parte II" – 4:05
  - "Parte III" – 5:28
  - "Parte IV" – 8:00

## Personal
- Jean-Luc Ponty – violín eléctrico y acústico, órgano, sintetizadores de fondo
- Daryl Stuermer – guitarra eléctrica y acústica
- Allan Zavod – teclado eléctrico y piano acústico
- Tom Fowler – bajo eléctrico
- Mark Craney – percusión